# Emil Stang
Emil Stang (Oslo, 1834 – Oslo, 1912) è stato un politico norvegese.
Fu primo ministro della Norvegia dal 1889 al 1891 e dal 1893 al 1895.